# Фе
Ֆ, ֆ (арм. ֆեо файле, в кл. орф. ֆէ, фе) — тридцать восьмая буква классического армянского алфавита и тридцать девятая буква реформированного алфавита. Впервые встречается в рукописи 1037 года в названии Մուֆարզինն.

## Использование
И в восточноармянском, и в западноармянском языках обозначает звук [f]. Числового значения в армянской системе счисления не имеет.
Использовалась в курдском алфавите на основе армянского письма (1921—1928) для обозначения звука [f].
Во всех системах романизации армянского письма передаётся как f. И в восточноармянском, и в западноармянском шрифте Брайля букве соответствует символ ⠋ (U+280B).

## Кодировка
И заглавная, и строчная формы буквы фе включены в стандарт Юникод начиная с версии 1.0.0 в блоке «Армянское письмо» (англ. Armenian) под шестнадцатеричными кодами U+0556 и U+0586 соответственно.

## Галерея

Округлый еркатагир
Прямолинейный еркатагир
Болоргир
Нотргир
Шхагир